# Basidoppia demeteri
Basidoppia demeteri är en kvalsterart som först beskrevs av Sandór Mahunka 1982.  Basidoppia demeteri ingår i släktet Basidoppia och familjen Oppiidae. Inga underarter finns listade.